# Rio Novo (rio de São Paulo)
O rio Novo é um rio brasileiro do estado de São Paulo. 
Nasce no município de Itatinga na localização geográfica: latitude 23º06'27" sul e longitude 48º33'37" oeste, e segue em direção oeste do estado de São Paulo. 
Passa pelos municípios de: Itatinga, Avaré, Cerqueira César, Iaras e Águas de Santa Bárbara onde se torna afluente do rio Pardo. Neste trajeto está sempre paralelo tanto da Rodovia Castelo Branco como do próprio rio Pardo. Sendo que a distância paralela entre os dois rios têm uma média de 6 quilômetros. Percorre neste trajeto uma distância de mais ou menos 77 quilômetros.
O principal setor consumidor das águas do rio Novo é o setor agropecuário.

## Galeria de fotos

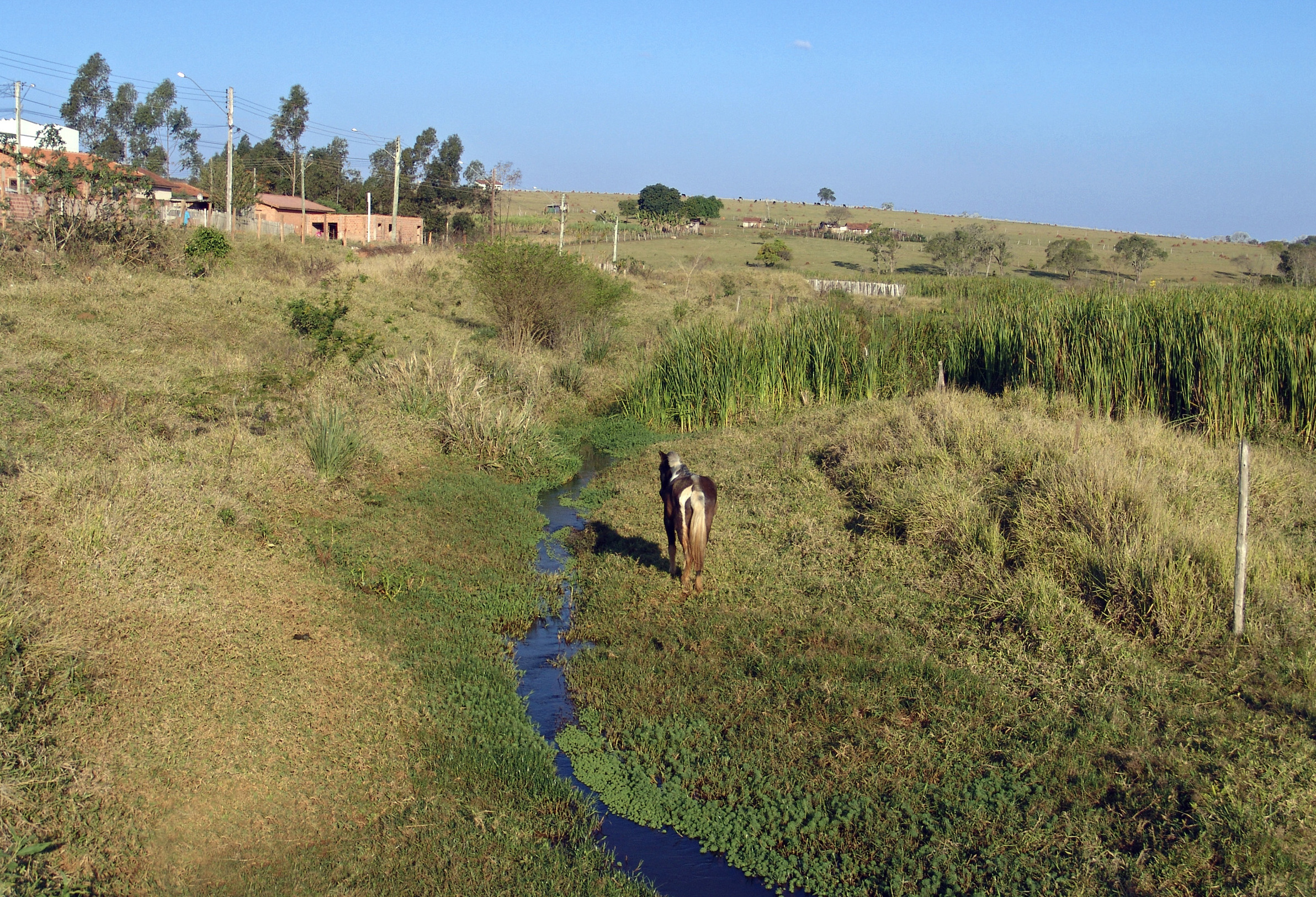
Lat S 23º06'07" e Log W 48º36'25" - Bem próximo de sua nascente
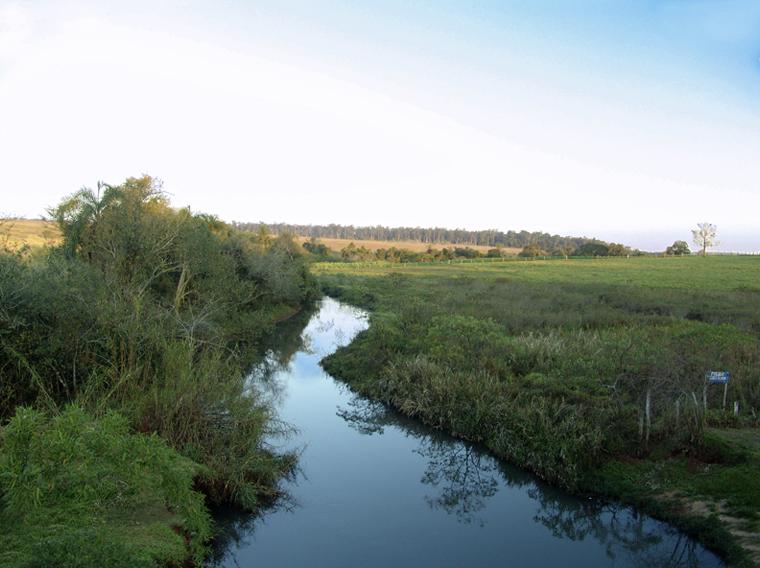
Rio Novo - Lat S 22º59' e Log W 48º50'
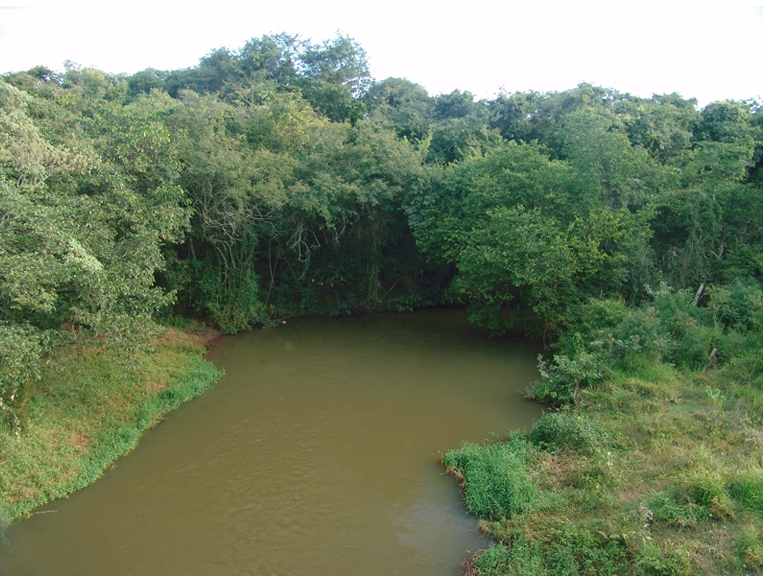
Rio Novo- Lat. S 22º56'39" e Log. W 49º03'12"
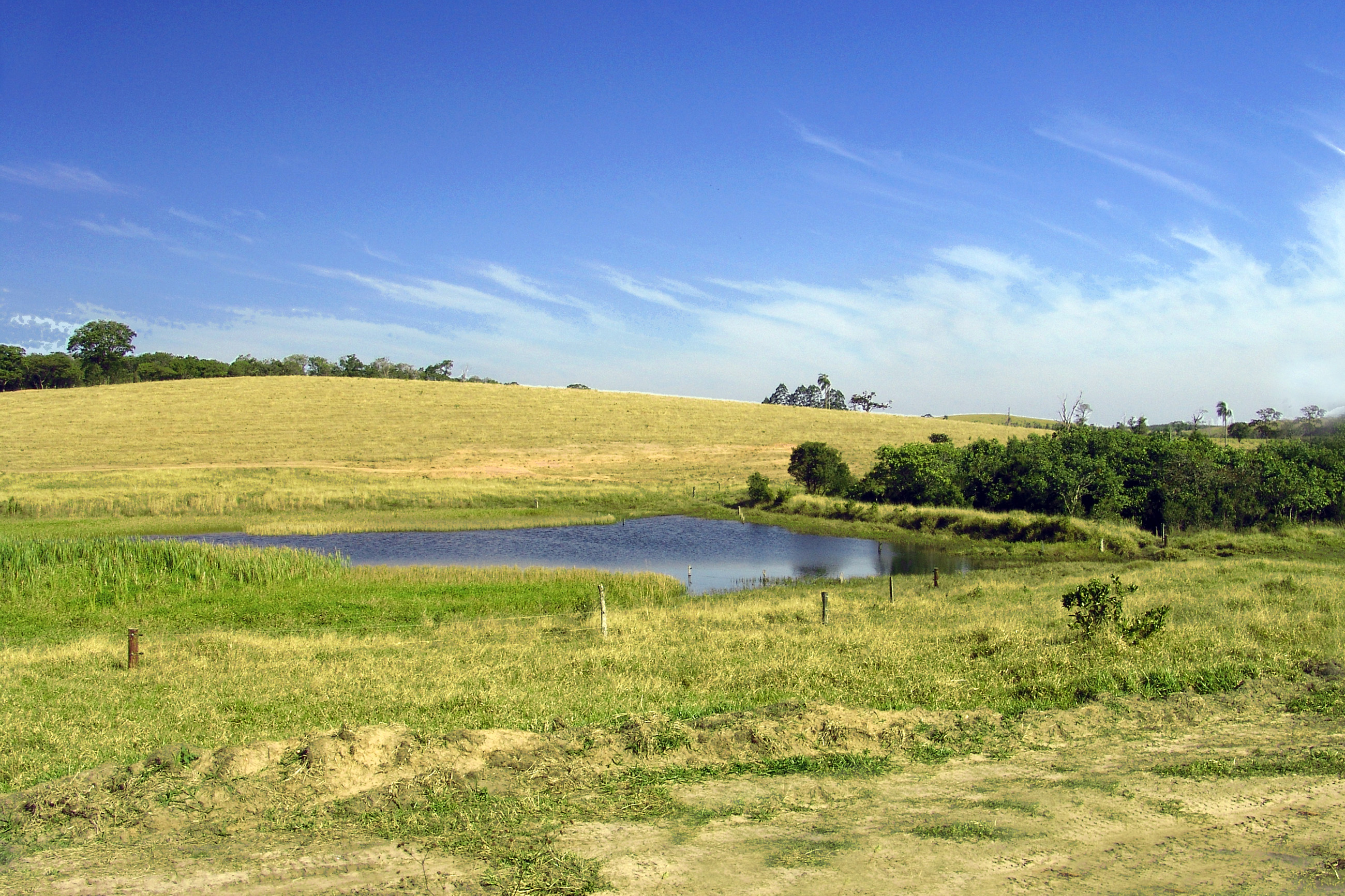
Lugar exato da nascente do Rio Novo